# Når månen er sort
|  | Denne artikel er oprettet af botten PalnaBot ud fra en ekstern database. Den kan derfor have sproglige fejl eller mangler. Denne skabelon kan fjernes efter kontrol af indholdet. |

Når månen er sort er en dokumentarfilm fra 2007 instrueret af Anja Dalhoff efter manuskript af Anja Dalhoff.

## Handling
»Jeg vil hellere spise sand i Nigeria end arbejde på gaden i København«, siger Anna, der troede hun skulle til Danmark som sygeplejeelev, men tvinges i prostitution på Vesterbro. Joy er blevet handlet gentagne gange, før hun lander i Kastrup, hvor hun tages af politiet og fængsles i otte måneder. Joy og Anna er begge ofre for trafficking og behandles som dyr af kyniske bagmænd, der styrer pigernes liv med vold og ydmygelser. De betragtes som kriminelle af det officielle Danmark, og de sociale myndigheder formår ikke at gøre meget for dem. Efter hver deres traumatiske oplevelser i det danske overflodssamfund, som de kun tør fortælle om til socialarbejderen Michelle Mildwater, sendes de begge retur til en livsfarlig tilværelse i Nigeria. Filmen er deres historie. Filmen kan ses med og uden danske, engelske og spanske undertekster.